# Марен Лундбю
Марен Лундбю (норв. Maren Lundby) — норвезька стрибунка з трампліна, олімпійська чемпіонка, дворазова чемпіонка світу, медалістка світових першостей.
Золоту олімпійську медаль та звання олімпійської чемпіонки Марен виборола на Пхьончханській олімпіаді 2018 року в стрибках з нормального трампліна.